# IC 1615
IC 1615 — галактика типу Sbc (компактна витягнута спіральна галактика) у сузір'ї Фенікс.
Цей об'єкт міститься в оригінальній редакції індексного каталогу.